# اوا جار
اوا جار (انگلیسی: Eva Jare؛ زادهٔ ۶ ژوئیهٔ ۱۹۴۷) بازیکن فوتبال اهل فنلاند است.